# Junear
Junear (ジュニア Junear?) es un cantante japonés de R&B y soul.

## Biografía
- Desde que era estudiante asistía a una iglesia donde estaba dispuesto a cantar música evangélica. Después de eso, estudió con Gary Walker, aprendió vocalización basándose en el R&B y el soul.
- En 2004, después de formar la banda masculina "D'gree", ganó el primer lugar en la audición de SONY Webstar. Al mismo tiempo, crearon su propia compañía discográfica "Mastersofunds" e iniciaron sus actividades artísticas.
- Mientras fue contratado en una empresa en 2007, reafirmó su fiebre por la música y comenzó una carrera para participar en un coro del álbum de HI-D. Después de eso, decide trabajar con Toshinori Yonekura, PHONES, TSUBAKISTA, y participar en la presentación de muchos artistas de ese período.
- En marzo de 2008, apareció en el exitoso musical "Rent" de Broadway.
- En enero de 2009, aprovechó su talento como compositor de melodías y formó el equipo de producción musical "Capriccio" con el fabricante de camiones Okaerio que conoció a través de la producción musical. Entrenó su álbum "amazing love" en iTunes el 7 de octubre. Llegó hasta el 2º en la tabla de álbumes de R&B.
- En octubre de 2010 volvió a aparecer en el exitoso musical "Rent" de Broadway.
- En 2014, cantó el tema de cierre "Never give up!!!", compuesto por Mine-Chang, para la versión de distribución internacional de los episodios correspondientes al arco de Majin Buu de Dragon Ball Z Kai. Su interpretación se mantuvo intacta para todo el mundo, salvo para Latinoamérica, donde fue doblado tanto para el español por México como para el portugués por Brasil.

## Actividad en vivo
- 2010
  - 12 de julio - OTODAMA SEA STUDIO 2010
  - 28 de julio - Sapporo City Jazz Festival
  - 2 de agosto - Junear One Man Live "Plat Home" Shibuya AX
- 2011
  - 7 de julio - OTODAMA SEA STUDIO 2011
  - 16 de agosto - Kashimatri (Nagano)

## Trabajos

### Single
- We are as one (septiembre de 2011) - iTunes Recochoku Delivery

### Álbum
- amazing love (7 de octubre de 2009) - iTunes Limited Distribution
- Plat Home (2 de junio de 2010) - 1st Mini Album

### Otros
- Never give up!!! / Dragon Ball Z Kai: The Final Chapters- Ending song